# Рамос Моралес, Эусебио
Эусебио Рамос-Моралес (англ. Eusebio Ramos Morales, исп. Eusebio Ramos Morales; род. 15 декабря 1952, Маунабо, Пуэрто-Рико) —  прелат Римско-католической церкви, 4-й епископ Кагуаса, 1-й епископ Фахардо — Умакао.

## Биография
Эусебио Рамос-Моралес родился 15 декабря 1952 года в Маунабо на Пуэрто-Рико. Изучал философию и теологию в Центральном университете Байамона. Окончил региональную семинарию святого Викентия де Поля в Бойнтон-Бич, штат Флорида. Продолжил образование в Папском Григорианском университете в Риме. В 1983 году епископ Энрике Эрнандес-Ривера рукоположил его в сан священника. 
31 мая 2008 года римский папа Бенедикт XVI назначил его первым епископом Фахардо-Умакао. В тот же день состоялась его хиротония, которую совершил архиепископ Роберто Гонсалес-Ньевес, вместе со служившими ему епископами Рубеном Гонсалесом-Мединой и Юзефом Весоловским. 2 февраля 2017 года, римский папа Франциск назначил его епископом Кагуаса. 26 февраля того же года он взошёл на кафедру и приступил к управлению епархией.